# هانس ا. باخور
هانس ا. باخور (انگلیسی: Hans A. Bachor؛ زادهٔ دسامبر ۱۹۵۲) دانشمند در زمینه فیزیک و نورشناخت کوانتومی اهل استرالیا است.